# Bunolistriodon
Bunolistriodon — вимерлий рід свиноподібних тварин з Євразії та Африки в міоцені.
Точна позиція бунолістріодону була предметом дебатів. У минулому він вважався синонімом Listriodon, а іноді й досі. Однак сьогодні більшість учених визнають рід як окремий.